# Right Now (Na Na Na)
Right Now (Na Na Na) – singel z trzeciego albumu Freedom senegalskiego rapera Akona. Utwór był popularny po wydaniu. Odniósł sukces na listach przebojów. Oficjalny teledysk do utworu został wyreżyserowany przez Anthony’ego Mandlera. Został wydany 6 listopada 2008 roku.